# Lebu (cráter)
Lebu es el nombre de un cráter de impacto en el planeta Marte situado a -20.5° Norte (hemisferio Sur) y -19.5° Oeste. El impacto causó un abertura de 20 kilómetros de diámetro en la superficie del planeta. El nombre fue aprobado en 1976 por la Unión Astronómica Internacional en honor a la comunidad chilena de Lebu.